# Homem trans

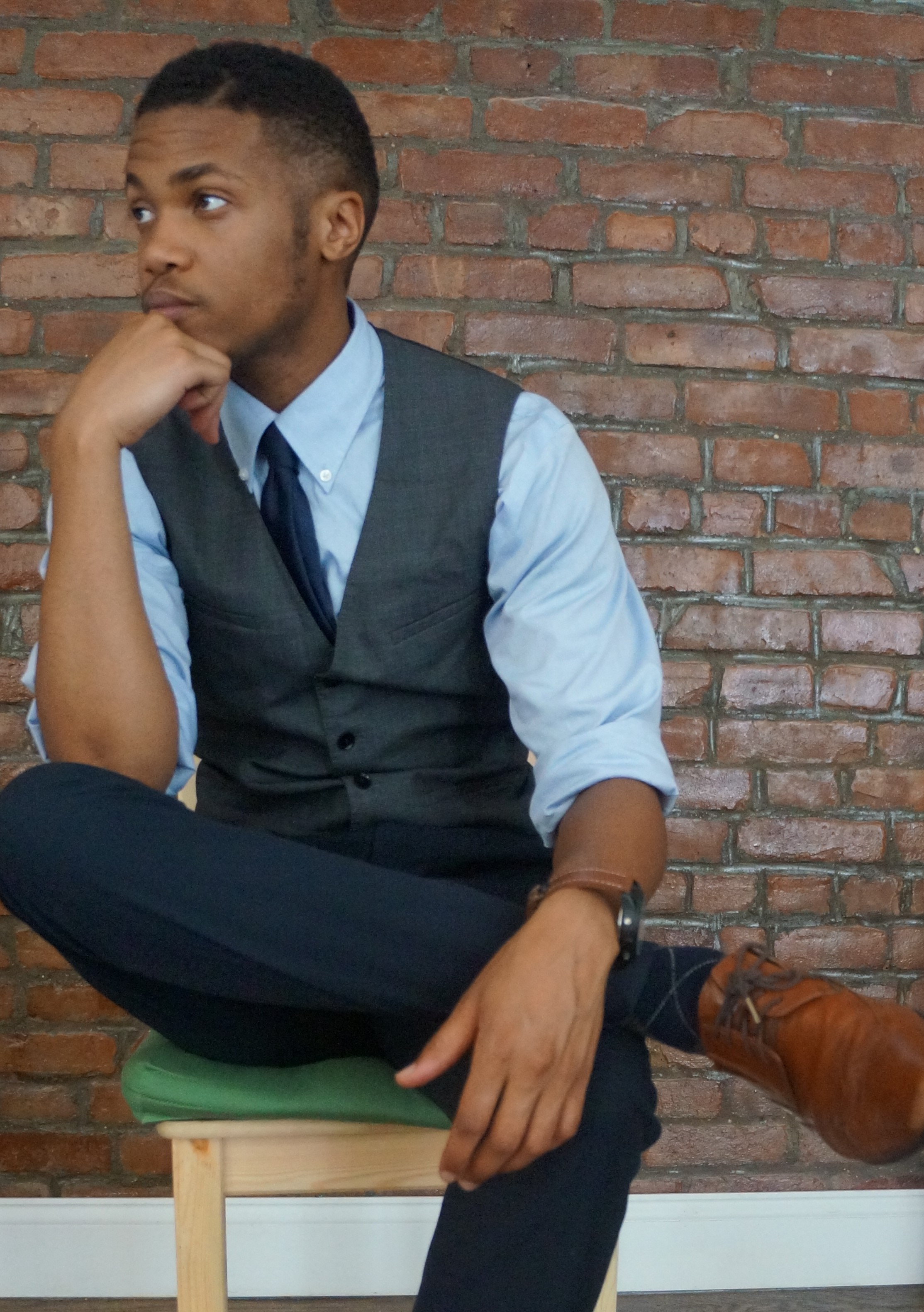
Kye Allums, o primeiro atleta universitário abertamente transgênero da NCAA Division I.

Homem trans, transgênero ou transexual é um homem que foi designado ao sexo feminino quando nasceu, contudo, este se atribui ao gênero masculino. O momento em que um homem trans descobre a sua identificação como do gênero masculino varia e não há narrativa única, podendo ser desde na primeira infância até depois de adulto.
O rótulo do homem transgênero nem sempre é intercambiável com o do homem transexual, embora os dois rótulos sejam frequentemente usados dessa maneira. Transgênero é um termo abrangente que inclui diferentes tipos de pessoas com variantes de gênero (incluindo pessoas transgêneros). Muitos homens trans escolhem passar por procedimentos cirúrgicos ou fazer uso de testosterona, ou ambos, para alterar sua aparência de uma maneira que se alinhe com a típica da sua identidade de gênero ou alivie o desconforto com as suas características sexuais femininas.
Embora a literatura indique que a maioria dos homens trans se identifica como heterossexual (ou seja, é afetivo e sexualmente atraído por mulheres cis ou trans), homens trans, assim como os cisgêneros, também podem ter qualquer orientação sexual, podendo ser homossexuais, bissexuais ou assexuais, e alguns homens trans podem considerar rótulos de orientação sexual convencionais inadequados ou inaplicáveis a eles.
Em resumo, homem trans nasce com órgão sexual feminino, e pode ou não ter passado pela cirurgia de redesignação sexual, e pode ter qualquer aparência ou comportamento, sejam estes vistos como femininos ou masculinos.

## Terminologia

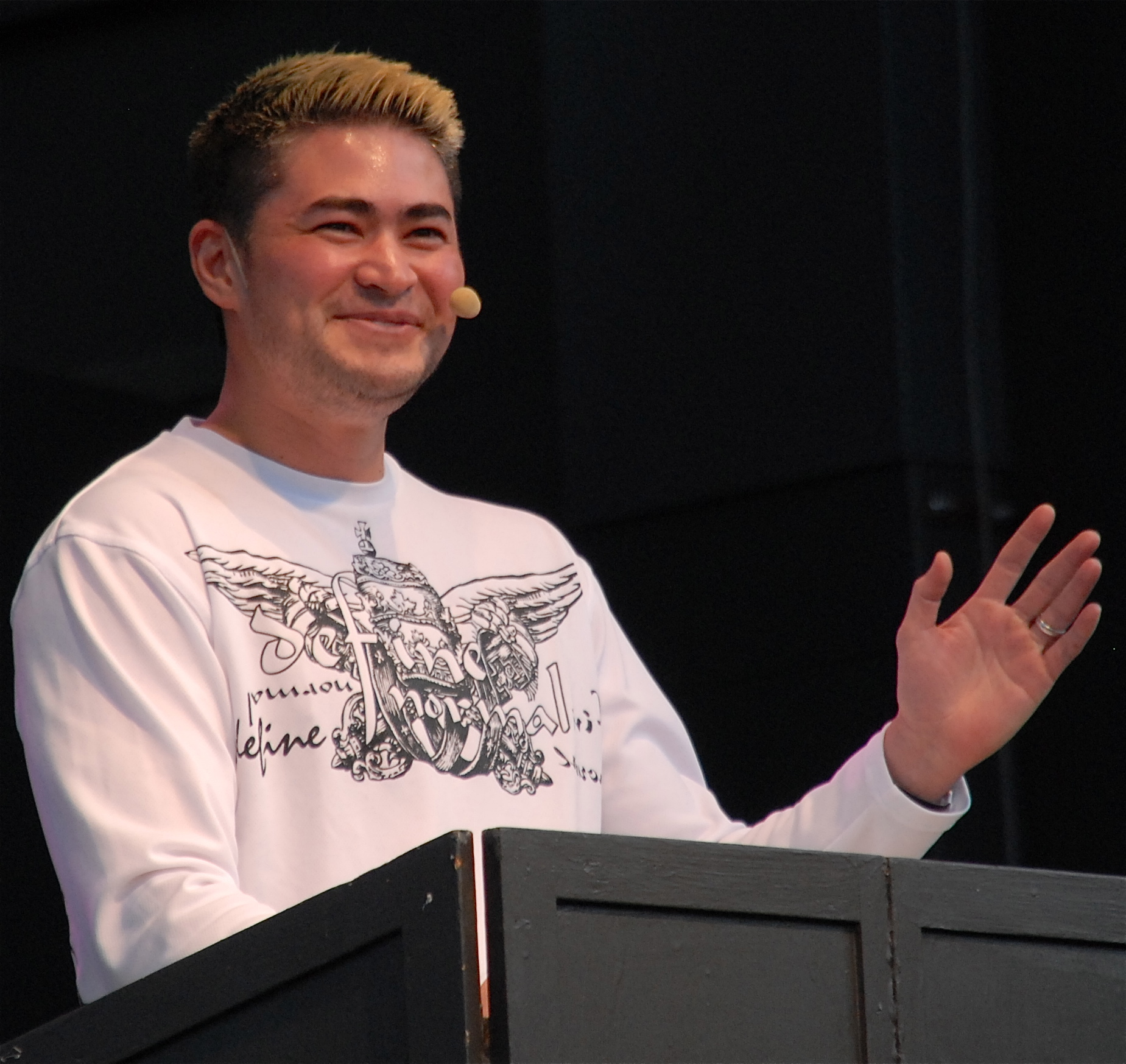
Thomas Beatie conhecido na mídia como o Homem Grávido, é um homem trans que deu à luz três filhos

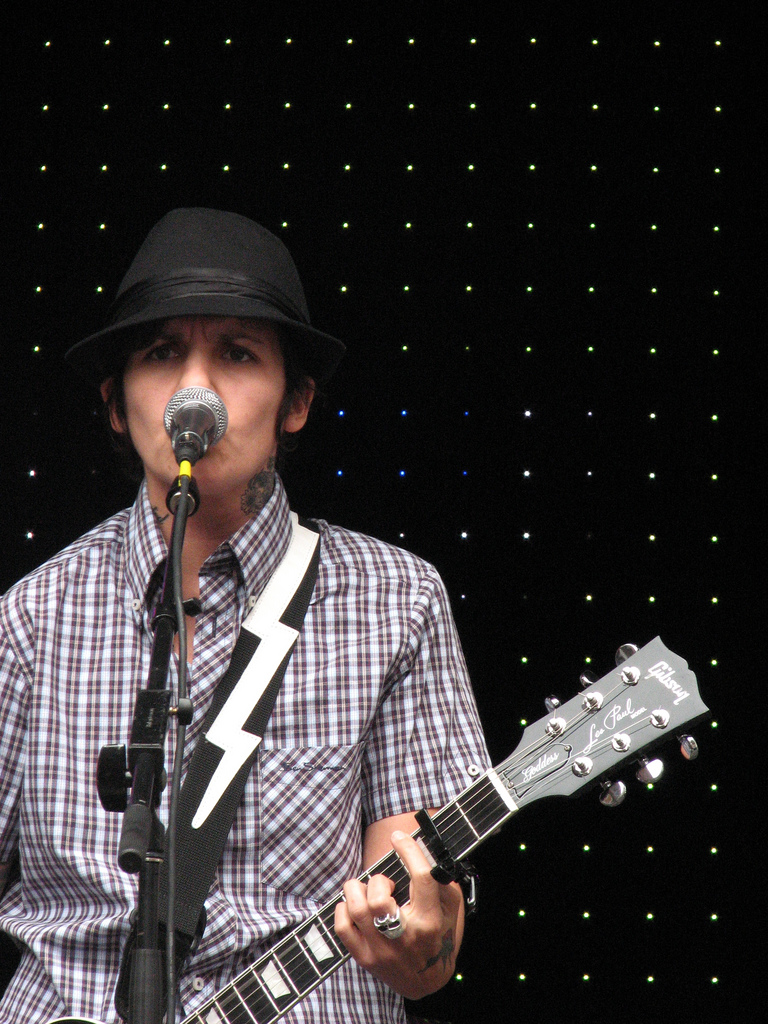
Lucas Silveira, vocalista e guitarrista do The Cliks.

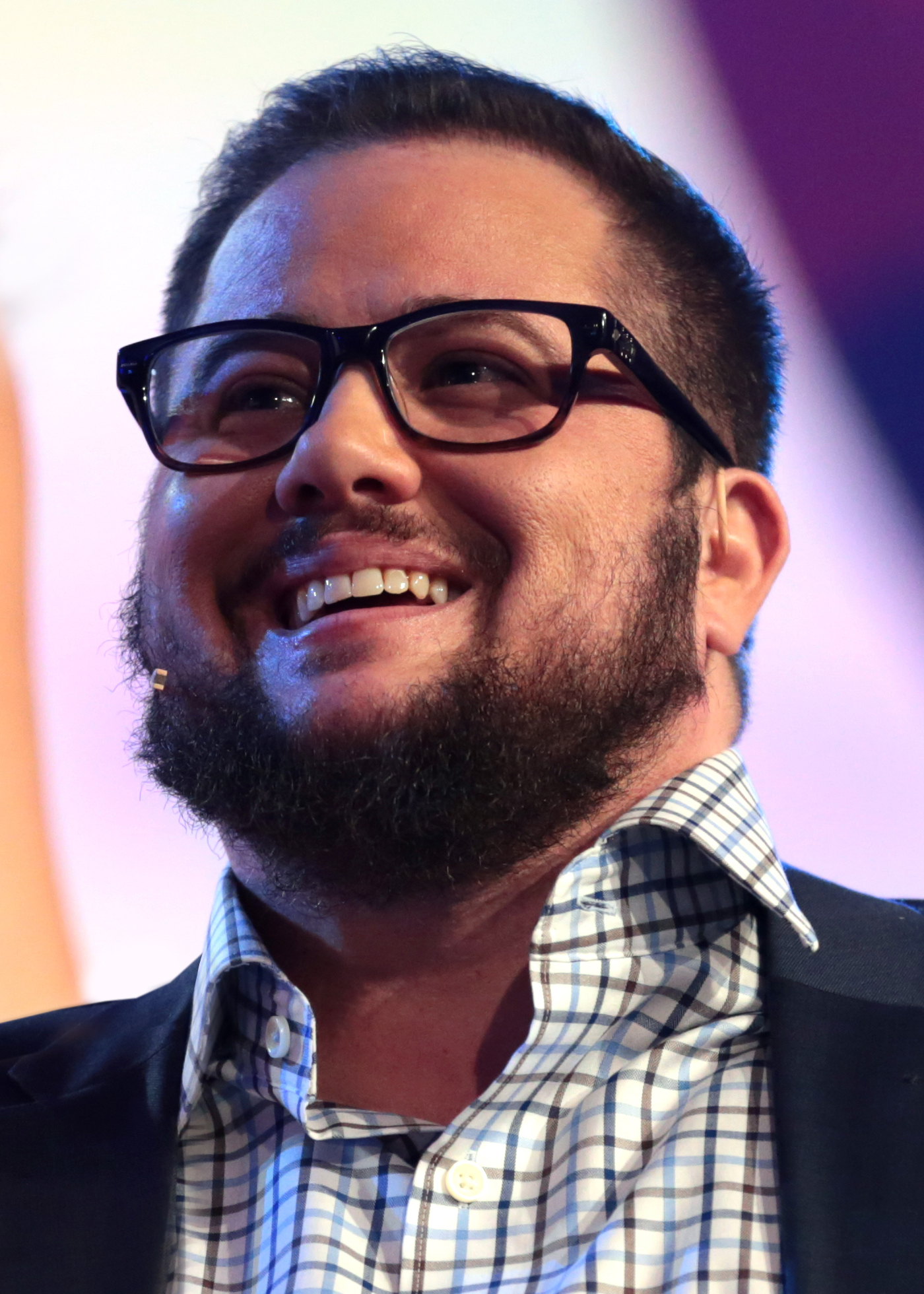
Chaz Bono, autor e ativista americano transgênero.

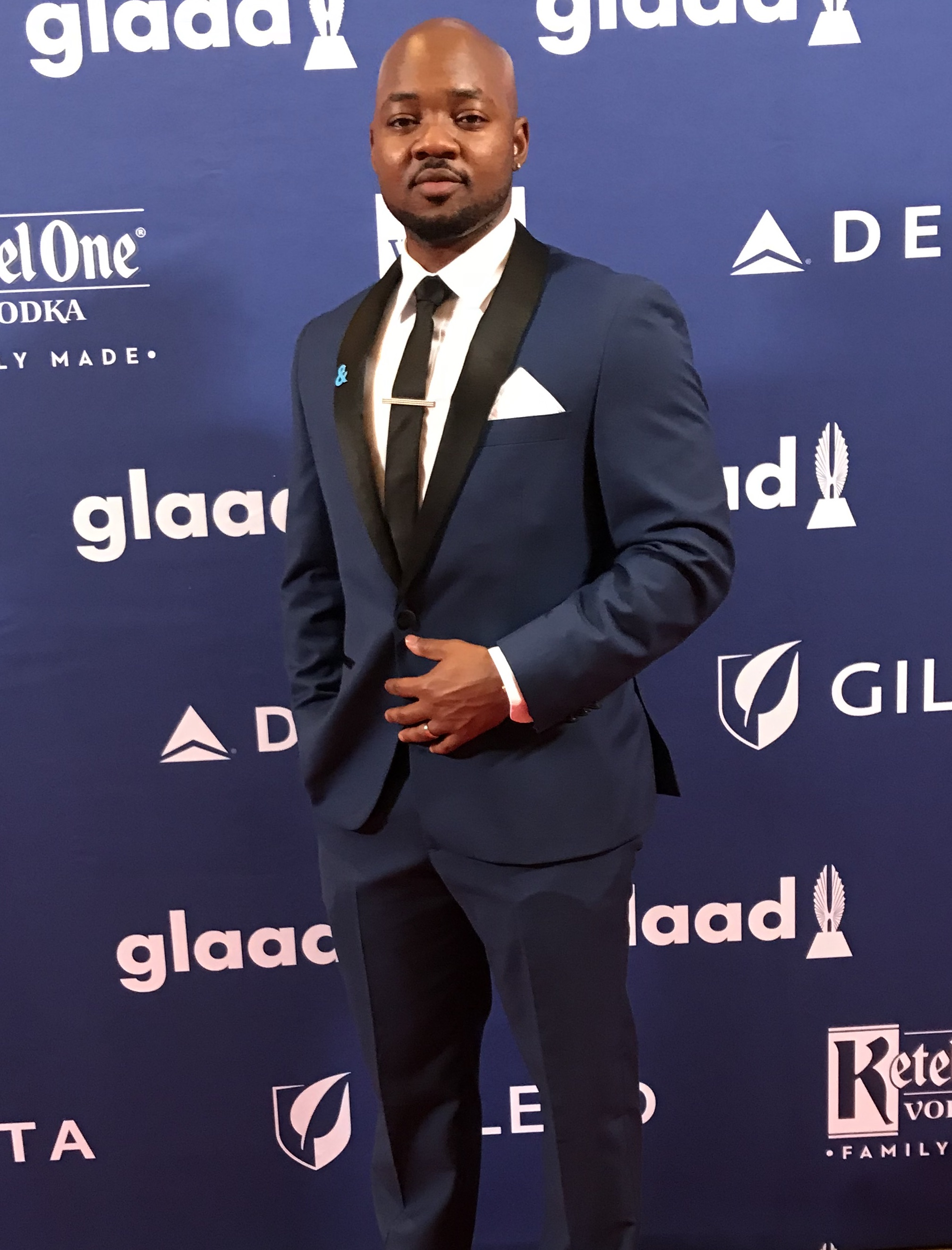
Brian Michael Smith, ator premiado

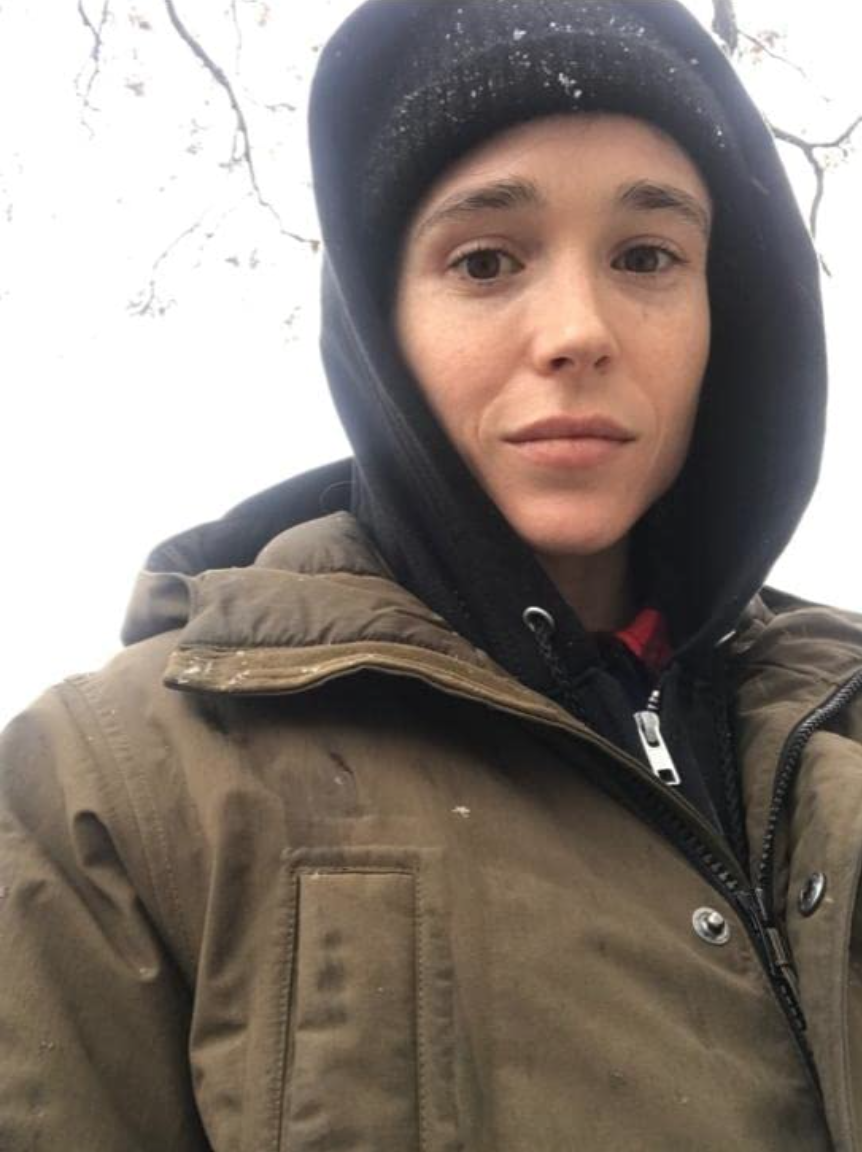
Elliot Page, ator e produtor canadense

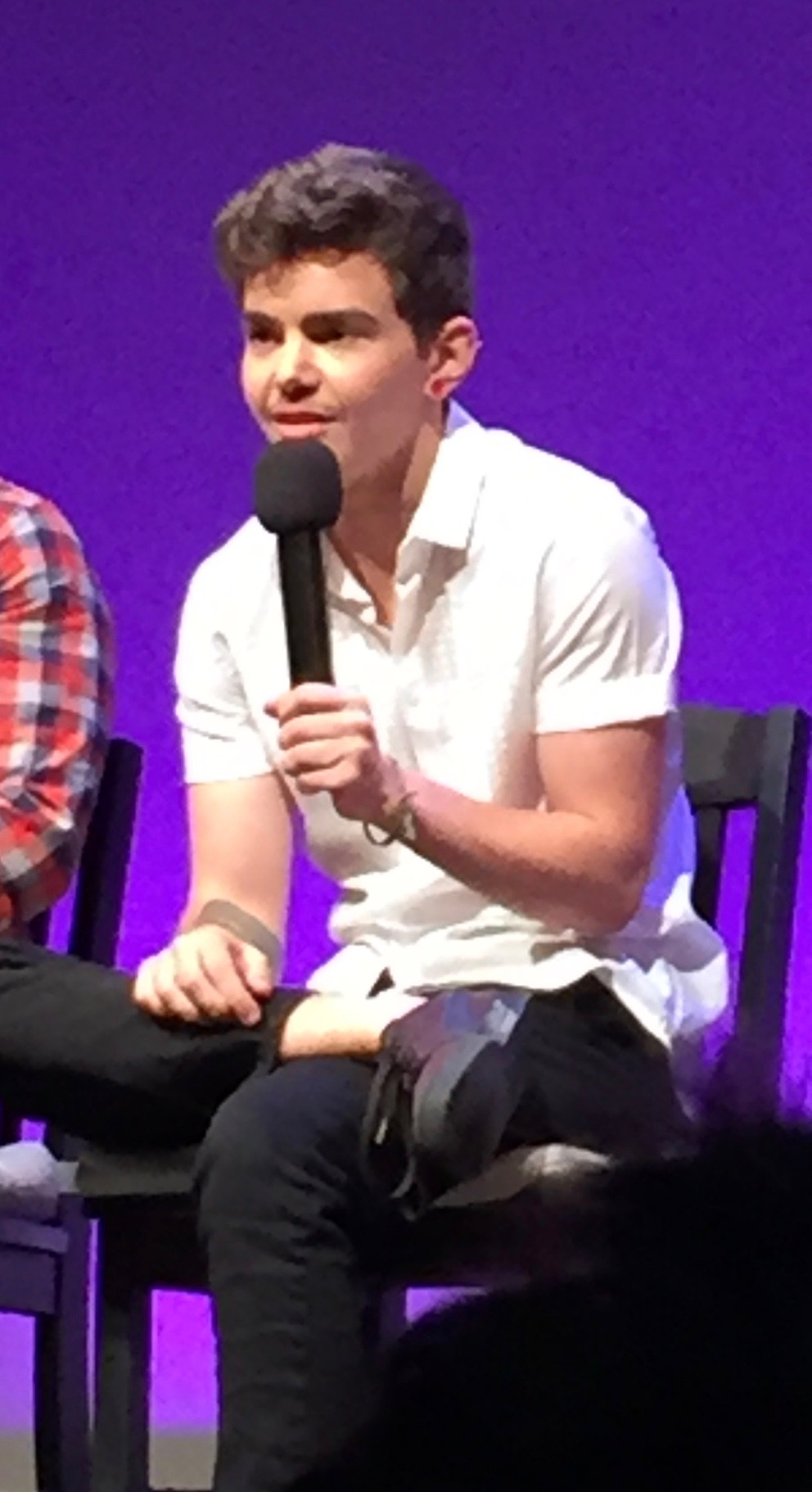
Elliot Fletcher, ator americano

O termo homem trans é usado como uma forma curta para qualquer identidade (homem transexual e homem transgênero). Isso é comumente referido como feminino-para-masculino (em inglês: female-to-male FTM ou F2M). Os homens trans podem se identificar como transexuais, transgênero, nenhum ou ambos. O transgênero é um termo genérico que pode incluir qualquer pessoa que tenha sido designada a um gênero ao nascer, mas que se identifique com qualquer um outro, não necessariamente homem ou mulher. Por exemplo, alguns andróginos, bigênero e pessoas genderqueer podem identificar-se como transgênero. Como transgênero é um "termo guarda-chuva" (que abarca várias identidades diferentes dentro de si), pode ser impreciso e nem sempre descrever identidades e experiências específicas. Transmasculino é um termo geral e mais amplo para indivíduos que foram designados como mulher ao nascer, mas se identificam mais perto do lado masculino do espectro de gênero.
O termo transexual originou-se nas comunidades médicas e psicológicas. No entanto, ao contrário do termo transgênero, transexual não é um termo abrangente, e muitas pessoas trans não se identificam como tal. Transexual é um termo para pessoas designadas do sexo masculino ao nascer que sentem que seus órgãos sexuais não refletem seu gênero e optaram por mudar algum aspecto de seu corpo; é um termo mais antigo, com o GLAAD afirmando que ele é "ainda preferido por algumas pessoas que mudaram permanentemente - ou procuram mudar - seus corpos através de intervenções médicas (incluindo, mas não se limitando a, hormônios e/ou cirurgias)". A comunidade de trans às vezes usa o termo passando para descrever a capacidade de uma pessoa transgênero de aparecer como o gênero com o qual se identifica. O significado oposto é transmitido pelos termos "para ser lido" ou "para ser notado", e significa ser notado como trans.

## Transição
Originalmente, o termo homens trans se referia especificamente a pessoas transgênero atribuídas ao sexo feminino ao nascer que foram submetidos a terapia de reposição hormonal (TRH) e/ou cirurgia de redesignação sexual (SRS) para possuir as típicas características sexuais masculinas. A definição de transição ampliou-se para incluir teorias de desenvolvimento psicológico ou métodos complementares de autoaceitação. Muitos dos que se identificam como transgênero podem enfrentar disforia de gênero.
Homens transexuais e transgênero podem procurar intervenções médicas, como hormônios e cirurgias, para tornar seus corpos o mais congruentes possível com sua apresentação de gênero. Entretanto, muitos homens transexuais não podem pagar ou optar por não se submeter à cirurgia ou terapia de reposição hormonal.
Muitos que não foram submetidos a cirurgia optam por ocultar os seios. Existem alguns métodos diferentes de ocultação, incluindo o uso de sutiãs esportivos e binders (que podem ser do tipo colete ou estilo wrap-around). Fita ou ataduras, embora frequentemente representadas na cultura popular, nunca devem ser usadas para esse intuito, pois elas se contraem com o uso e comprimem a caixa torácica e podem resultar em graves ferimentos.
Alguns homens trans também podem decidir usar packers, para criar uma protuberância fálica na parte da virilha na roupa. No entanto, isso não é universal. Trans homens podem usar qualquer coisa para packing, desde meias enroladas até packers, que se assemelham a um pênis. Alguns packers também são criados para trans homens para serem capazes de urinar através deles (dispositivos stand-to-pee ou STP), ou para penetração sexual ou outra atividade sexual (conhecida como "pack-and-play").
A transição pode envolver alguns ou todos os seguintes passos:
- Transição social: usando um nome e pronomes preferidos, vestindo roupas vistas como gênero apropriado, revelação para a família, amigos e geralmente no local de trabalho/escola.
- Transição corporal: terapia de reposição hormonal (TRH) e/ou cirurgia (SRS)[14]
- Transição legal: nome e (às vezes) correção do marcador de sexo em documentos de identificação legal.[16][17]
- Ser aceito socialmente como masculino (às vezes conhecido como passibilidade) pode ser um desafio para homens trans que não foram submetidos a TRH e/ou cirurgia.[16][17]

Alguns homens trans podem optar por se apresentar como mulheres em certas situações sociais (por exemplo, no trabalho). Após a transição física, os homens trans geralmente vivem em tempo integral como homens. No entanto, alguns indivíduos transmasculinos podem optar por usar e engajar seus corpos para engravidar e ter um filho.

## Prevalência, identidade e relações
Nos Estados Unidos, a proporção de homens trans dentro da população geral não é clara, mas as estimativas variam entre 1:2.000 e 1:100.000. Um estudo do US Census Bureau em 2015 sugere que havia cerca de 58.000 mudanças de nome em registros de censos consistentes com transições de mulher para homem, embora apenas 7.500 deles tenham mudado sua codificação sexual também.
Em um estudo realizado por Kara Devaney, intitulado Transgender Research Literature Review, aborda-se que o termo transgênero engloba uma miríade de identidades diferentes e únicas que não seguem as regras "normais" de gênero. Miriam J. Abelson escreve: "Não há dúvida de que as experiências dos homens trans são experiências masculinas e dão uma visão sobre homens, masculinidade e desigualdade de gênero".
Um homem trans pode ser heterossexual, gay, bissexual, pansexual, polissexual, assexual, demissexual, etc., e alguns homens trans consideram rótulos de orientação sexual convencionais inadequados ou inaplicáveis a eles. A literatura comumente indica que a atração sexual por pessoas do mesmo sexo (por exemplo, homens trans sentindo-se atraídos por homens e mulheres trans sentindo-se atraídas por mulheres) é consideravelmente menos comum entre homens trans do que entre mulheres trans; a grande maioria dos homens trans é relatada como heterossexual. Pesquisas do Centro Nacional para a Igualdade Transgênero mostram mais variação na orientação sexual ou identidade sexual entre homens trans. Na Pesquisa Transgênero 2015 da NCTE, dos entrevistados que identificaram como homens trans, 23% foram identificados como heterossexuais. A grande maioria (65%) identificaram a sua orientação sexual ou identidade sexual como queer (24%), pansexual (17%), bissexuais (12%), ou gay (12%).
Alguns homens trans namoram mulheres cisgênero, enquanto outros homens trans namoram mulheres transgênero; o último pode ser porque as mulheres transgênero são menos investidas no gênero e na anatomia sexual de uma pessoa quando se trata de selecionar um parceiro íntimo. Também é comum que os homens trans tenham histórias com a comunidade lésbica ou sintam que se identificam melhor com essa comunidade por causa de sua ampla aceitação da variação de gênero, com um número de homens trans tendo se identificado como lésbica antes de se perceber transgênero.
Os homens trans têm menos sucesso se encaixando e se identificando com a comunidade gay masculina porque tendem a ser mais centrados no cisgênero e focados no corpo (especialmente em termos de serem falocêntricos); Como resultado, os homens trans gay são mais propensos a se relacionar uns com os outros do que com um homem gay cisgênero. Há, no entanto, casos de mulheres que têm mais probabilidade do que os homens de questionar completamente os homens trans sobre suas motivações para modificar seus corpos.
Alguns estudiosos argumentam contra suposições de que homens trans são predominantemente heterossexuais e geralmente têm histórias lésbicas. No livro dos acadêmicos Ian Irving e Rupert Raj, Trans Activism in Canada (Ativismo Trans no Canadá), pesquisadores afirmam: "Ainda há uma percepção errônea de que os homens trans são heterossexuais entre os que combinam identidade de gênero e orientação sexual. É frequentemente assumido que os homens trans são exclusivamente mais atraídos por mulheres e tem histórias lésbicas antes da transição". Eles acrescentam: “Dados recentes do projeto Trans PULSE (Bauer, Redman, Bradley, & Scheim, 2013) desafiam essa suposição, com 63% das pessoas trans do espectro feminino para masculino no Ontário relataram não heterossexuais no ano passado com homens trans ou não trans. Eles também argumentam que, com base em algumas pesquisas, "muitos homens gays não-trans deram boas-vindas a homens trans em comunidades gays e têm reconhecido homens trans como potenciais e parceiros românticos".